# 宝珠寺 (南アルプス市)
宝珠寺（ほうじゅじ）は、山梨県南アルプス市にある曹洞宗の寺院。

## 歴史
養老年間（717年 - 724年）、行基によって開山されたといわれている。水害に悩まされている住民のために創建したという。
承安年間（1171年 - 1175年）、加賀美遠光によって中興された。
これまでは真言宗の寺で、山号は「馴虎山」であったが、1677年（延宝5年）に骨心によって再興され、山号を「如意山」に変更し、曹洞宗に転宗した。

## 文化財
- 木造大日如来及四波羅蜜菩薩坐像（重要文化財 平成3年6月21日指定）[3]
- 宝珠寺のマツ（山梨県指定天然記念物 昭和35年11月7日指定）[4]
- 宝珠寺木造毘沙門天立像（南アルプス市指定文化財 昭和51年3月2日指定）[5]

## 交通アクセス
- 南アルプスICより車6分。